# Texas Rangers
Texas Rangers là một câu lạc bộ bóng chày thuộc bảng đấu Miền Tây (West Division), chi giải American League (AL) của Major League Baseball (MLB). Có sân nhà ngụ tại Vùng đô thị Dallas–Fort Worth, Rangers là một trong hai CLB MLB đóng tại bang Texas, cùng đối thủ cùng bảng đấu Houston Astros. Đội thành lập năm 1961 dưới cái tên Washington Senators, một đội bóng nhận suất mở rộng giải đại diện Washington, D.C. sau khi đội cũ chuyển tới Minnesota. Từ mùa giải 1972, CLB Senators mới này chuyển tới Arlington, Texas và đổi tên thành Texas Rangers. Năm 2020, CLB Rangers chuyển tới sân Globe Life Field sau khi chia tay sân nhà cũ Globe Life Park (nay là Sân vận động Choctaw) nơi họ thi đấu từ năm 1994 tới năm 2019. Biệt danh của đội được lấy từ tên của lực lượng chấp pháp cùng tên.
Đội Rangers đã 9 lần góp mặt tại vòng playoff MLB, trong đó có 7 lần vô địch bảng đấu các năm 1996, 1998, 1999, 2010, 2011, 2015, and 2016 và 2 lần nhờ  suất wild cardvào năm 2012 và 2023. Trước năm 2010, Rangers là đội duy nhất tại MLB chưa bao giờ vượt qua vòng playoff đầu tiên. Năm 2010, Rangers lần lượt vượt qua Tampa Bay Rays tại vòng Divisional Series, và New York Yankees trong vòng Championship Series để dành ngôi vô địch American League với tỉ số trận 4-2, cùng với danh hiệu cầu thủ xuất sắc nhất serie thuộc về Josh Hamilton, người đã đồng thời giành danh hiệu xuất sắc nhất mùa. Lần đầu giành quyền tranh chức vô địch tại World Series, Rangers để thua trước San Francisco Giants tỉ số trận 1-4. Họ tiếp tục giành chức vô địch American League thứ hai liên tiếp tại mùa giải 2011, nhưng để thua ngược tại World Series trước St. Louis Cardinals với tỉ số trận 3-4. Cuối cùng vào năm 2023, đội Rangers giành chức vô địch World Series lần đầu tiên trong lịch sử CLB, sau khi đánh bại Arizona Diamondbacks với tỉ số trận 4-1, và Corey Seager trở thành cầu thủ Rangers đầu tiên giành danh hiệu Cầu thủ xuất sắc nhất World Series.
Tính tới hết mùa giải 2024, kể từ khi thành lập, CLB có tỉ lệ thắng-thua là 0,476 (4,818  thắng - 5,302 bại - 6 hòa). Kể từ khi chuyển tới Texas năm 1972, tỉ lệ này là 0,489 (4,078 thắng – 4,270 bại – 5 hòa).

## Lịch sử

### Washington Senators (1961-1971)

CLB Washington Senators thứ hai đội mũ có logo này từ năm 1968 đến năm 1971. Sau đó, logo này được Washington Nationals sử dụng kể từ năm 2005.

Khi CLB Washington Senators ban đầu thông báo sẽ chuyển đến Minnesota để trở thành Twins vào năm 1961, Major League Baseball đã quyết định tăng suất CLB thành viên sớm hơn một năm so với dự kiến để tránh mối đe dọa từ sự cạnh tranh của giải Continental League đang thai nghén và mất quyền miễn trừ theo Đạo luật Chống độc quyền Sherman. Trong quá trình mở rộng trên, American League đã bổ sung 2 CLB thành viên cho mùa giải 1961 – Los Angeles Angels và Washington Senators mới. CLB Senators và Angels bắt đầu chiêu mộ cầu thủ cho đội hình đầu tiên trong đợt tuyển quân cho đội mới năm 1960 . Senators ra mắt thi đấu mùa giải đầu tiên tại Sân vận động Griffith cũ, trước khi chuyển đến Sân vận động mới của Quận Columbia năm 1962 theo hợp đồng thuê có thời hạn mười năm.
Trong hầu hết thời gian tồn tại của mình, CLB Senators mới gắn liền với thành tích thi đấu bết bát, thua trung bình 90 trận mỗi mùa giải. Những kém cỏi trên đã dẫn đến một sự nối tiếp một câu chuyện cười có từ thời CLB Senators cũ: "Washington: đầu tàu chiến tranh, đầu tàu hòa bình và vẫn đội sổ ở American League.". Cầu thủ sân ngoài / chốt một Frank Howard với 2 lần dành danh hiệu dẫn đầu số home run trong một mùa giải tại American League (AL) trong giai đoạn từ năm 1965 đến năm 1972, là cầu thủ đáng chú ý nhất của Senators.
Trong khi đó, việc CLB Baltimore Orioles tọa lạc gần đó vươn lên trở thành ứng cử viên vô địch (chiến thắng World Series đầu tiên trong lịch sử CLB vào năm 1966) càng làm giảm sức hút của CLB Senators trước người hâm mộ địa phương. Việc mở rộng và tái cơ cấu tiếp theo vào năm 1969 cũng không giúp ích được nhiều cho Senators, vì không giống như National League, các chủ sở hữu AL đã chọn cách sắp xếp các bảng đấu mới của họ hoàn toàn dựa trên vị trí địa lý, khiến hai CLB mới khác là Seattle Pilots và Kansas City Royals vào bảng miền Tây của AL, trong khi Washington Senators mắc kẹt đối đầu với năm đội mạnh nhất AL ở bảng miền Đông. Mùa giải thắng lợi duy nhất của CLB trong thời kì ở Washington, D.C. này là vào năm 1969, dưới sự dẫn dắt của thành viên Đại sảnh Danh vọng Ted Williams với 86 thắng – 76 thua, và chỉ đứng thứ tư ở bảng miền Đông. 
CLB đã đổi chủ nhiều lần trong thời gian ở Washington và thường xuyên có vấn đề trong quyết sách và kế hoạch hoạt đọng. Sau thành công ngắn ngủi của họ vào năm 1969, chủ sở hữu Bob Short đã thực hiện nhiều quyết định chuyển nhượng đáng ngờ để giảm quĩ lương phải trả cho CLB vào cuối năm 1968; CLB được định giá là 9,4 triệu đô la.   Đến cuối mùa giải năm 1970, Short đã đưa ra tối hậu thư rằng không gia hạn hợp đồng thuê sân vận động và sẽ chuyển CLB đi nơi khác nếu không nhận được đề nghị mua CLB với giá tối thiểu 12 triệu đô la (để so sánh, New York Yankees khi được bán vào năm 1973 có giá 8,8 đô la triệu đô la).
Với việc đề nghị chuyển tới Buffalo, New York đi vào bế tắc do dự án xây sân vận động đa năng bị vượt ngân sách,  Short bắt đàu nghe theo lời đề nghị chuyển tới vùng đô thị phức hợp Dallas–Fort Worth tới từ thị trưởng Arlington, Texas, Tom Vandergriff, người đã cố gắng đưa về địa phương một đội thể thao nhà nghề trong hơn một thập kỷ, sau những thất bại trong việc đưa về Kansas City Athletics do sự phản đối của các chủ CLB tại AL. Lợi thế đàm phán chuyển tới Arlington là có sẵn Sân vận động Turnpike, xây theo tiêu chí kỹ thuật của MLB với sức chứa 10.000 chỗ ngồi, đang được sử dụng cho một đội hạng 2A tại giải Texas League (Dallas–Fort Worth Spurs) và chi phí không quá cao để mở rộng sức chứa.
Lời đề nghị của Vandergriff được Short đồng ý, và sau đó được giới chủ của AL bỏ phiếu chấp thuận ngày 21 tháng 9 năm 1971, cho phép CLB chuyển tới Arlington bắt đầu từ mùa 1972.   Điều này gây bức xúc cho người hâm mộ Senators và sự phẫn nộ lên đến đỉnh điểm trong trận đấu cuối cùng của CLB tại Washington vào ngày 30 tháng 9. Hàng ngàn người đã tràn vào không có vé gây quá tải, và giương cao biểu ngữ "SHORT STINKS" ("Short là đồ đê tiện"). Vào nửa đầu hiệp thứ chín khi Senators đang dẫn trước 7–5, hàng trăm người đã tràn vào sân cướp bóc, trong đó một người đàn ông đã chộp lấy tấm chốt một và chạy đi. Với việc sân đấu không còn đủ tiêu chuẩn và lực lượng bảo vệ vắng mặt, trọng tài trưởng Jim Honochick đã xử thua Senators.     Sau đó, Washington, D.C. phải mất 33 năm mới đón về được một CLB MLB với việc đội Expos chuyển khỏi Montréal từ mùa giải 2005.

### Chuyển tới Texas
Sau khi chuyển đến Arlington, CLB Senators được đổi tên theo Texas Rangers, cơ quan thực thi pháp luật nổi tiếng của tiểu bang, do Stephen F. Austin thành lập vào năm 1823 khi Texas còn là một phần của Mexico,  và là cảm hứng cho các nhân vật hư cấu như The Lone Ranger và Walker, Texas Ranger.

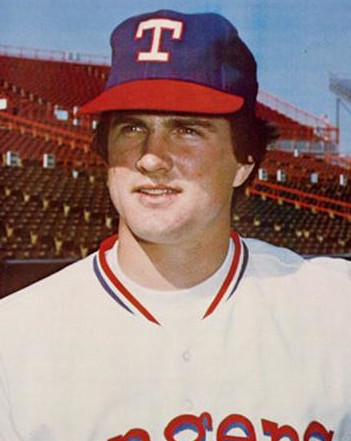
Jim Sundberg, cầu thủ bắt bóng trong giai đoạn 1974–1983 và 1988–1989

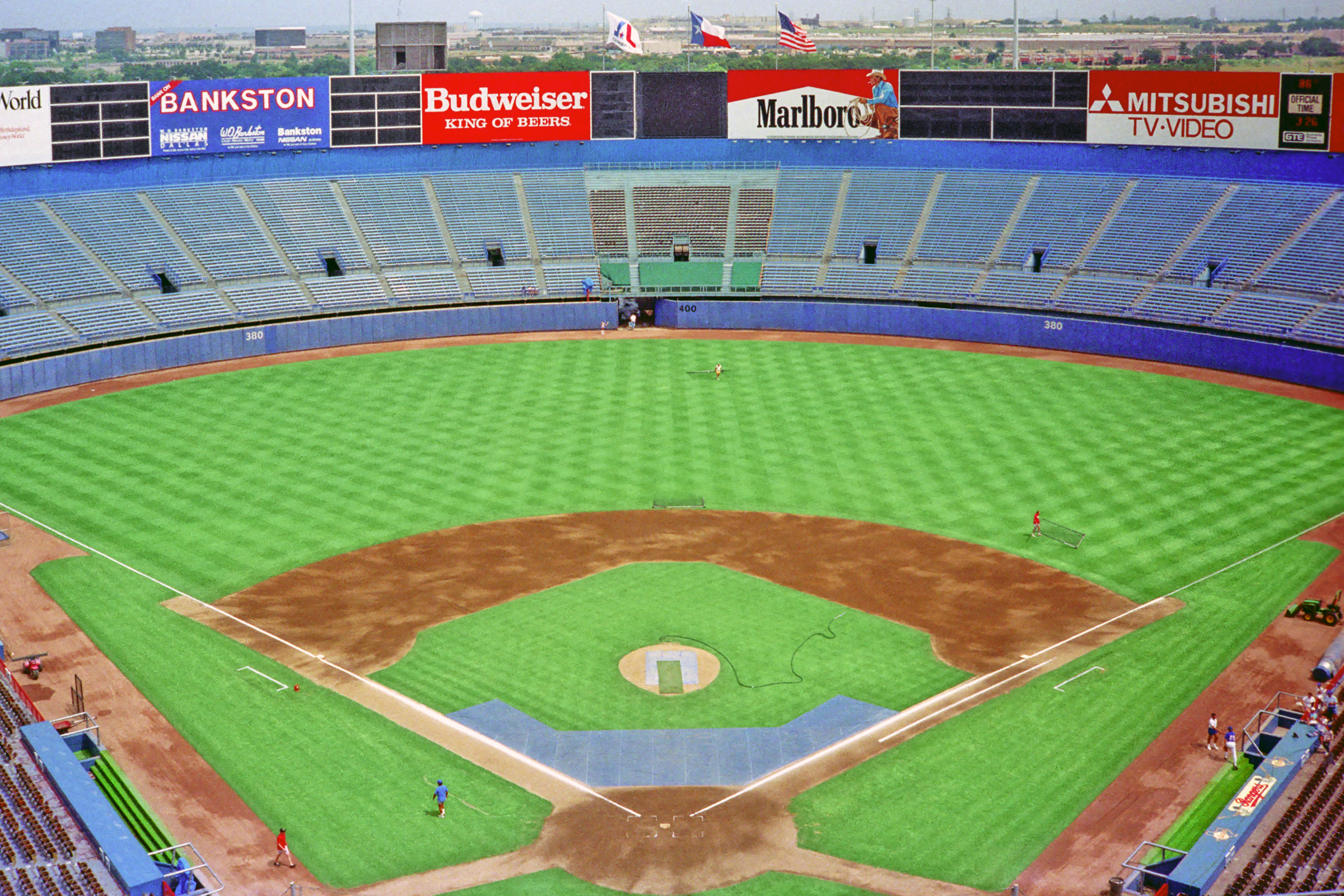
Sân vận động Arlington, sân nhà từ năm 1972 đến năm 1993

Trước mùa giải năm 1972, Sân vận động Turnpike đã được cải tạo và mở cửa trở lại với tên gọi Sân vận động Arlington để chào đón mùa giải đầu tiên của Texas Rangers, với trận đấu đầu tiên là trận thua 1–0 trước đội California Angels vào ngày 15 tháng 4 năm 1972. Ngày hôm sau, Rangers đánh bại Angels với tỷ số 5–1, mang về chiến thắng đầu tiên tại Texas cho câu lạc bộ.
Vào năm 1974, Rangers đã có mùa giải thắng lợi đầu tiên sau khi xếp bét bảng hai mùa trước đó. Dưới quyền sở hữu của Brad Corbett, Rangers đứng thứ hai tại bảng miền Tây American League với 84 thắng – 76 bại, xếp sau đội sau đó vô địch World Series Oakland Athletics, và trở thành CLB duy nhất tại MLB tới nay có đạt tỉ lệ thắng trận trên .500 sau hai mùa giải liên tiếp thua ít nhất 100 trận. Mike Hargrove, Billy Martin và Jeff Burroughs lần lượt đươc được trao giải Tân binh xuất sắc nhất năm, Huấn luyện viên xuất sắc nhất năm và MVP của AL, trong khi Ferguson Jenkins được vinh danh là Cầu thủ trở lại xuất sắc nhất năm sau khi ném thắng 25 trận, một kỷ lục của câu lạc bộ cho đến ngày nay. Đội tiếp tục đạt thành tích thắng lợi trong các mùa từ 1977 đến 1979, nhưng không vào được vòng play-off. Texas đã tiến rất gần đến việc lọt vào vòng play-off vào năm 1981, nhưng cuối cùng đã để thua Oakland trong nửa đầu mùa giải AL West với cách biệt một trận rưỡi vào thời điểm diễn ra cuộc đình công của các cầu thủ . Rangers quay trở lại việc kết thúc mùa giải với tỉ lệ thắng trận dưới .500 cho đến năm 1985.
đồng thời phải đối mặt với vấn đề về lượng khán giả đến sân trong vài năm một phần do thời tiết địa phương nóng ẩm khó chịu vào mùa hè. Trước khi Florida Marlins thành lập vào năm 1993, Sân vận động Arlington thường xuyên ghi nhận nhiệt độ cao nhất trong các sân tại MLB, lên tới 100 °F (38 °C) trong suốt mùa hè. Vì vậy, Rangers bắt đầu chơi hầu hết các trận đấu cuối tuần vào ban đêm từ tháng 5 đến tháng 9, và đây trở thành một truyền thống kéo dài trong nhiều năm.

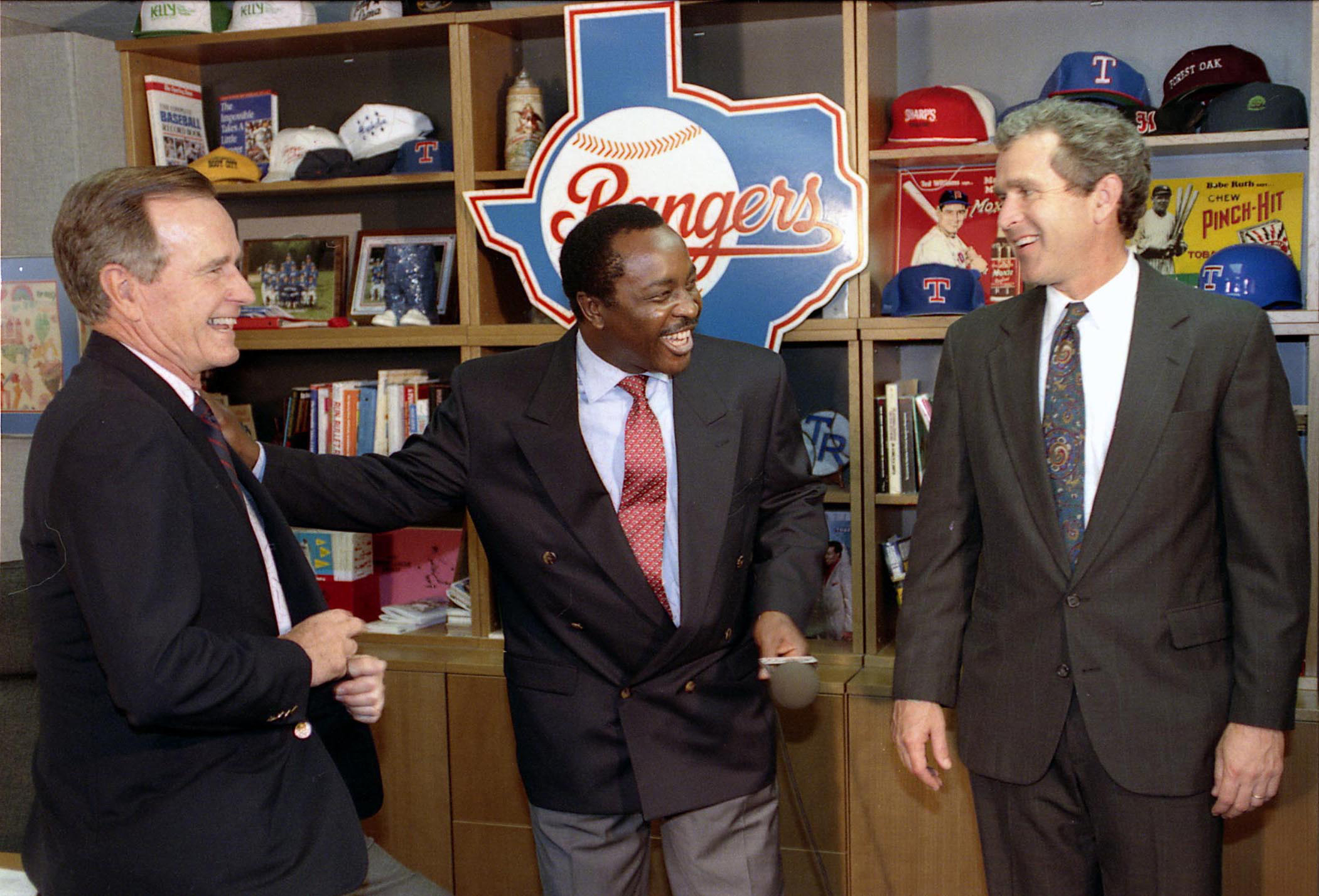
Tổng thống George HW Bush cùng con trai, George W. Bush, và phát thanh viên, Joe Morgan, trong phòng thay đồ của đội Texas Rangers, năm 1991. Tổng thống tương lai George W. Bush (ngoài cùng bên phải) sở hữu Rangers từ năm 1989 đến năm 1994

Nhiệm kì huấn luyện viên Bobby Valentine đã chứng kiến một lượng lớn tài năng ở CLB Rangers vào cuối thập niên 1980 và đầu thập niên 1990. Mùa giải thắng lợi năm 1986 đã gây sốc cho giới chuyên gia và người hâm mộ khi Rangers duy trì bám đuổi cuộc đua giành chức vô địch American League trong toàn bộ mùa giải. Với đội hình gồm những tân binh trẻ tài năng như Rubén Sierra, Pete Incaviglia, Mitch Williams, Bobby Witt và Edwin Correa, Rangers kết thúc mùa giải ở vị trí thứ hai với thành tích 87–75, chỉ kém đội vô địch là Angels năm trận. Mùa giải đánh dấu sự cải thiện đáng kể với 25 trận thắng nhiều hơn mùa giải năm 1985 đội sổ ở bảng miền Tây.

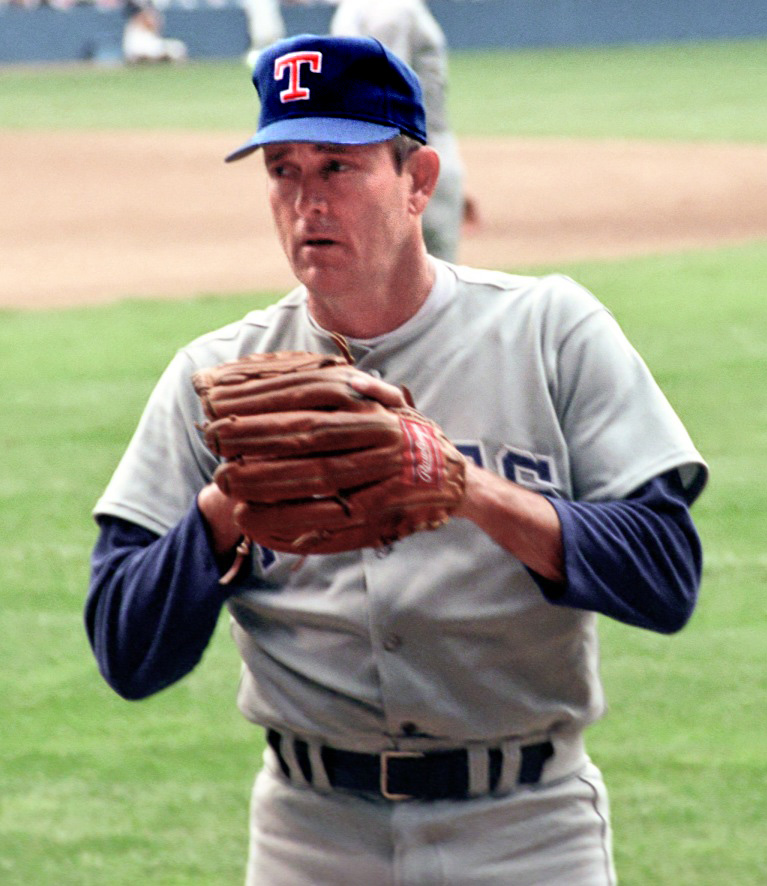
Nolan Ryan, cầu thủ ném bóng của Rangers từ năm 1989 đến năm 1993

Việc ký hợp đồng với ngôi sao ném bóng 41 tuổi Nolan Ryan trước mùa giải 1989 đã giúp Ryan đạt được cột mốc 5.000 lần strikeout, ném thắng trận thứ 300 và ném trận no-hit, no-run thứ 6 và thứ 7 trong sự nghiệp tại Rangers. Mặc dù có đội hình mạnh bao gồm Juan González, Rubén Sierra, Julio Franco và Rafael Palmeiro cùng đội hình ném bóng gồm Charlie Hough, Bobby Witt, Kevin Brown và Rangers của Valentine chưa bao giờ kết thúc mùa giải ở vị trí đầu bảng và ông đã bị sa thải giữa mùa giải năm 1992.
Vào tháng 4 năm 1989, chủ sở hữu Rangers và ông trùm dầu mỏ Eddie Chiles đã bán CLB cho một nhóm nhà đầu tư do George W. Bush dẫn đầu với giá 89 triệu đô la.  Mặc dù có vốn chủ sở hữu trong CLB không đáng kể (500.000 đô), Bush vẫn được bổ nhiệm làm Đối tác quản lý chính của nhóm chủ sở hữu mới. Ông đã tăng khoản đầu tư của mình lên 600.000 đô la vào năm sau đó. Tuy nhiên, Bush rời bỏ vị trí tại CLB Rangers sau khi được bầu làm Thống đốc Texas vào năm 1994, và tới năm 1998 ông bán tháo cổ phần của mình trong CLB. Bush sau này được bầu làm Tổng thống Mĩ vào năm 2000.
Trong nhiệm kỳ của Bush, Rangers và Thành phố Arlington đã quyết định thay thế Sân vận động Arlington cũ kỹ bằng một sân vận động mới do ngân sách công tài trợ thông qua việc tăng thuế bán hàng tại địa phương, với chi phí là 193 triệu đô la. Lễ khởi công xây dựng được tổ chức vào ngày 30 tháng 10 năm 1991 tại nơi sau này trở thành Sân bóng chày Arlington (nay có tên là Sân vận động Choctaw).
Năm 1993, Kevin Kennedy đảm nhiệm chức huấn luyện viên và dẫn dắt Rangers trong hai mùa giải, trong đó năm 1993 cạnh tranh suất vào vòng play-off cho đến khi hụt hơi giữa tháng 9; Nolan Ryan cũng nghỉ hưu sau mùa giải trên. Kennedy bị sa thải vào năm 1994, mặc dù đội đã dẫn đầu AL West trước cuộc đình công của các cầu thủ khiến ủy viên Bud Selig phải hủy bỏ phần còn lại của mùa giải và vòng play-off. Vào ngày 28 tháng 7, Kenny Rogers đã ném trận hoàn hảo (perfect game) thứ 12 trong lịch sử MLB tại Arlington trước CLB California Angels.

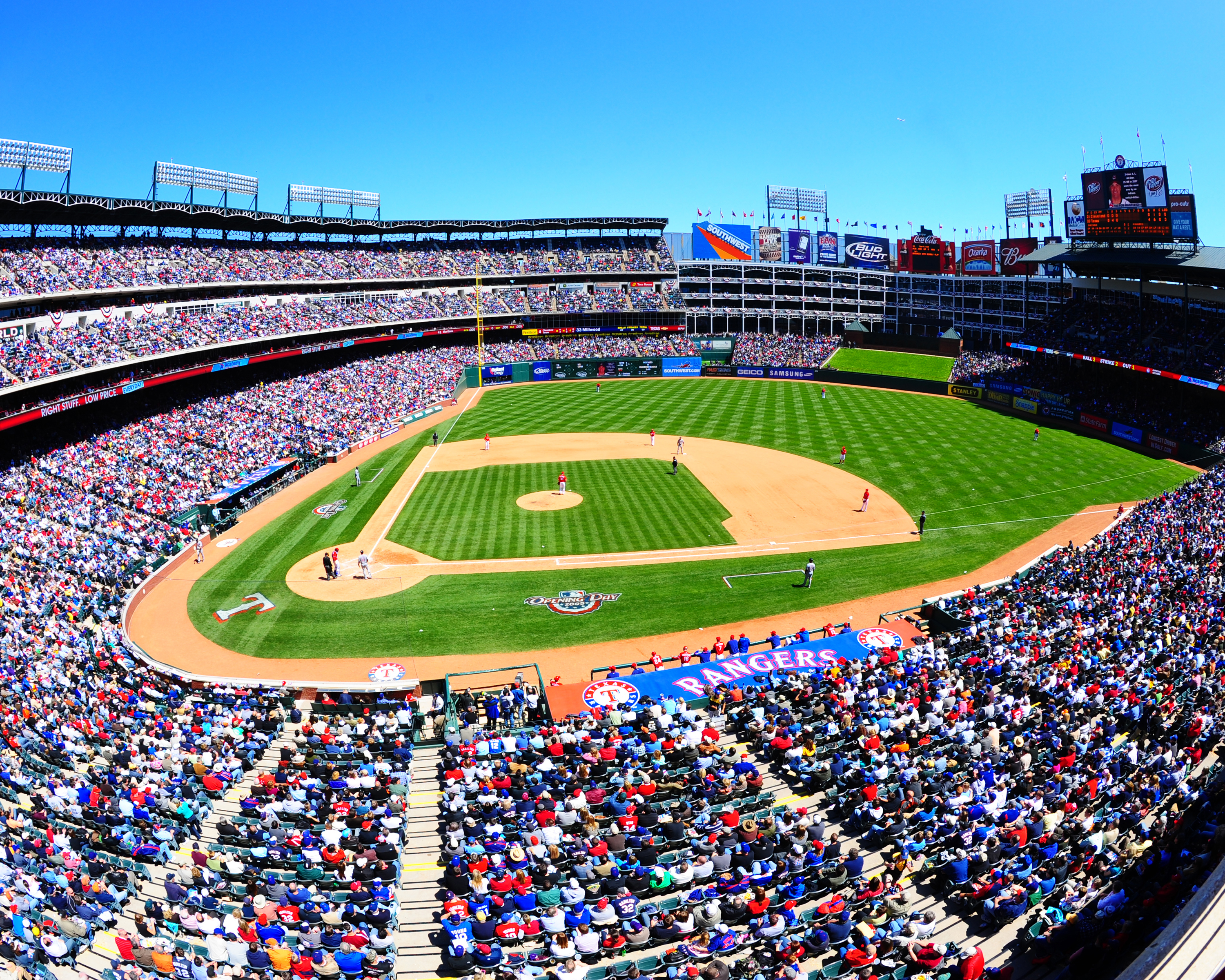
Globe Life Park mở cửa vào năm 1994.

### Những thành công đầu tiên
Johnny Oates được bổ nhiệm làm huấn luyện viên của Rangers vào năm 1995, và đã giúp CLB mang về chức vô địch bảng miền tây American League (AL), chức vô địch bảng đấu đầu tiên trong lịch sử CLB, vào năm 1996. Vòng playoff đầu tiên, diễn ra 24 năm sau khi đội bóng này đến Texas, lại chứng kiến Rangers thua New York Yankees với tỷ số trận 3-1. Oates được vinh danh là Huấn luyện viên xuất sắc nhất năm và Juan González được vinh danh là Cầu thủ xuất sắc nhất mùa, tại AL. Đội có đội hình gồm nhiều tay đập mạnh bao gồm González, Iván Rodríguez và Rusty Greer, nhưng vẫn rất hạn chế ở đội hình ném bóng mặc dù có Rick Helling và Aaron Sele. Oates sau đó dẫn dắt CLB giành chức vô địch bảng miền Tây AL liên tiếp vào năm 1998 và 1999. Tuy nhiên Rangers ở các mùa giải này không thể thắng một trận nào vòng play-off, để thua cả sáu trận trong hai serie thua trắng (sweep) trước Yankees, đội sau đó đã giành được ba chức vô địch World Series sau tất cả những lần đánh bại Rangers ở vòng đầu tiên. 1999 là năm cuối cùng Rangers lọt vào vòng play-off cho đến năm 2010. Oates quyết định từ chức vào đầu mùa giải 2001.

### Sai lầm với A-Rod và chấn chỉnh đội hình
Năm 1998, tỷ phú đầu tư mạo hiểm Tom Hicks đã mua lại Rangers với giá 250 triệu đô la. 

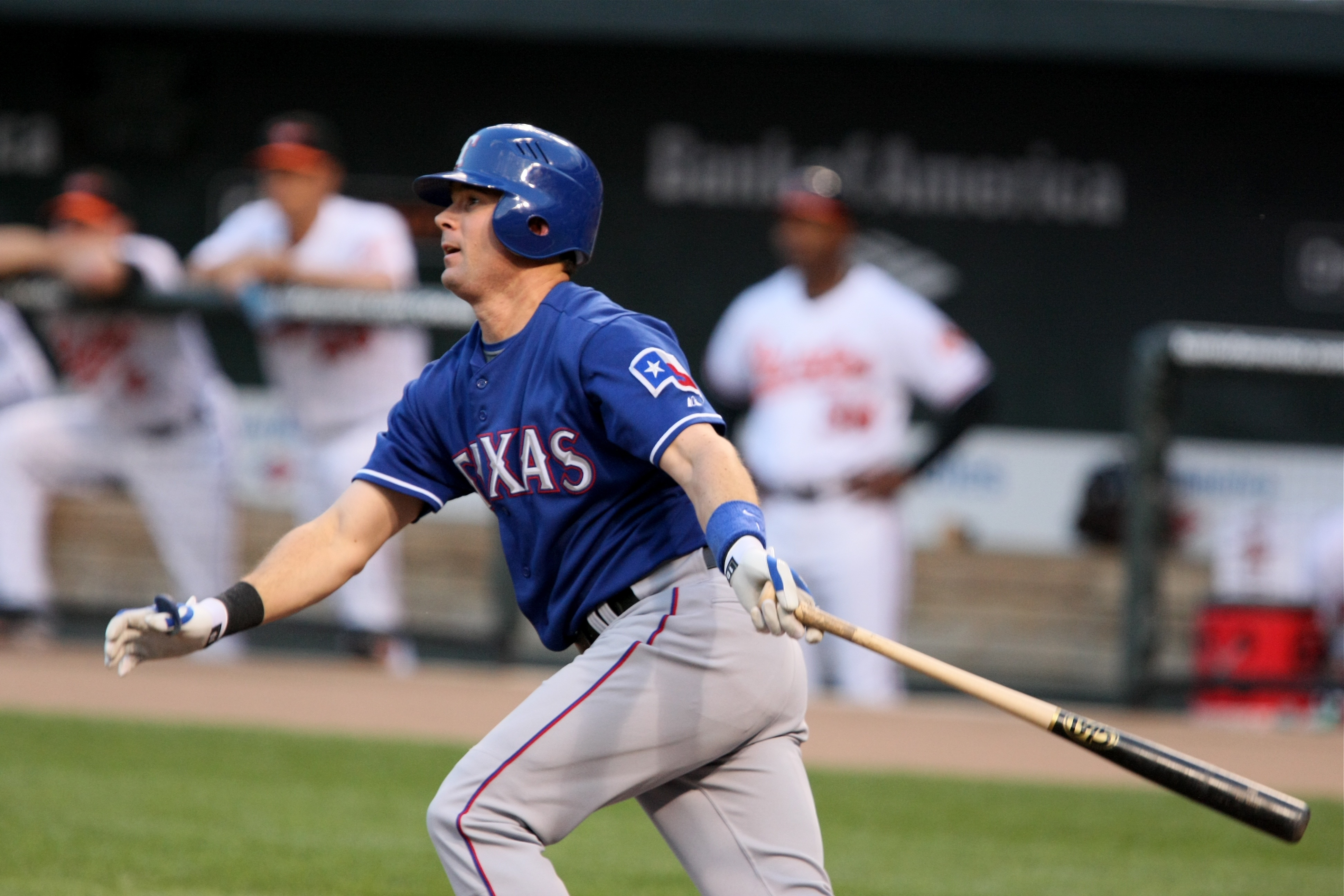
Michael Young cầu thủ được chọn tham gia Trận đấu toàn sao MLB bảy lần (2004–2009, 2011).

Trước mùa giải 2001, cầu thủ tự do, siêu sao Alex Rodriguez đã được Rangers ký hợp đồng béo bở nhất trong lịch sử bóng chày: hợp đồng 10 năm, trị giá 252 triệu đô. Động thái gây tranh cãi trên bị người hâm mộ và báo chí chỉ trích vì cho rằng ông chủ Tom Hicks đã quá chú trọng vào một cầu thủ thay vì tận dụng nguồn lực CLB để xây dựng một đội hình hoàn chỉnh, đặc biệt trước tình trạng thiếu tài năng ném bóng nghiêm trọng. Ban lãnh đạo câu lạc bộ cho rằng Rodriguez, biệt danh A-Rod, sẽ là nền tảng cho thành công tại vòng playoff sau này. Tuy nhiên, mặc cho thành tích cá nhân xuất sắc của Rodriguez, Rangers vẫn tiếp tục có thành tích bết bát và huấn luyện viên Jerry Narron đã bị sa thải sau mùa giải 2002 và được thay thế bởi huấn luyện viên kì cựu Buck Showalter. Năm 2003 đánh dấu lần thứ tư liên tiếp Rangers kết thúc mùa giải ở vị trí cuối bảng, và sau một cuộc bất đồng sau mùa giải giữa Rodriguez và ban lãnh đạo câu lạc bộ, đương kim MVP của American League chuyển tới New York Yankees để đổi lấy cầu thủ chốt hai Alfonso Soriano và cầu thủ trẻ Joaquin Arias .
Rangers đã cạnh tranh với Anaheim Angels và Oakland Athletics cho vị trí đầu bảng miền Tây AL trong phần lớn mùa giải 2004. Mark Teixeira, Alfonso Soriano, Michael Young và Hank Blalock vươn lên trở thành các tay đập tốt nhất giải đấu, trong đó Young, Blalock và Soriano được chọn vào Trận đấu All-Star MLB năm 2004. Soriano được vinh danh là MVP của trận All-Star sau khi đạt 2 hit trong 3 lượt đánh bóng với một home run 3 điểm. Tuy nhiên vào cuối mùa giải, Rangers vẫn để thua sáu trong mười trận cuối cùng và đứng ở vị trí thứ ba sau Angels và A's, chỉ kém đội đầu bảng ba trận.
John Hart tuyên bố từ chức tổng giám đốc CLB sau mùa giải 2005 đầy rẫy chấn thương và thành tích thiều ổn định, và được thay thế bởi Jon Daniels, khi ấy mới 28 tuổi. Daniels và ban lãnh đạo Rangers tỏ ra rất tích cực trên thị trường chuyển nhượng với việc chiêu mộ những cầu thủ như Brad Wilkerson, Adam Eaton, Kevin Millwood, Carlos Lee và Nelson Cruz . Tuy nhiên, với việc vẫn kết thúc mùa giải 2006 với thành tích đáng thất vọng là 80 thắng – 82 bại, đứng thứ ba bảng Tây AL, đã Rangers sa thải huấn luyện viên Buck Showalter sau đó. Kế nhiệm là huấn luyện viên chốt ba của Oakland là Ron Washington.  Việc thay huấn luyện viên là động thái đầu tiên trong một loạt nhằm hoàn thiện sức mạnh đội hình. Trong quá trình chuyển nhượng, họ để mất Gary Matthews, Jr., Mark DeRosa, Carlos Lee và Adam Eaton, nhưng đổi lại có được Kenny Lofton, Sammy Sosa, Frank Catalanotto và các tay ném Éric Gagné và Brandon McCarthy.Trong những năm sau đó, dưới sự quản lí của Daniels, nhiều nguồn lực của câu lạc bộ đã được dành riêng để cải thiện chất lượng của hệ thống đào tạo trẻ và phòng ban tuyển trạch, đáng chú ý nhất là ở bộ phận đặc trách Châu Mỹ Latinh và Đông Á. Mục tiêu của Daniels là xây dựng một đội bóng thực sự có sức cạnh tranh tại vòng playoff vào mùa giải 2010.
Rangers đã bắt đầu mùa giải 2008 rất tích cực, với tân binh Josh Hamilton vươn lên trở thành tay đập đã có khả năng đạt danh hiệu Vua 3 thông số trước khi hụt hơi cho danh hiệu trên. Trong chuỗi sự kiện trước thềm trận All-Star năm 2008 tại Sân vận động Yankee cũ, Hamilton đã phá vỡ kỷ lục về số home run ghi được ở vòng đầu tiên cuộc thi Home Run Derby với 28 lần. Hamilton ghi thêm bốn home run nữa ở vòng thứ hai và ba home run ở vòng chung kết (tổng cộng là 35 lần) nhưng để thua tại chung kết trước Justin Morneau của Twins. Bốn cầu thủ Rangers đã chơi trong Trận đấu All-Star: Hamilton, Ian Kinsler, Milton Bradley và Michael Young.
Rangers kết thúc mùa giải 2008 với tỉ lệ thắng dưới 0,5 (79–83), nhưng lại đứng thứ hai ở AL West, vị trí tốt nhất của câu lạc bộ kể từ năm 1999. Sang năm 2009, Rangers vươn lên cạnh tranh tấm vé vào vòng play-off lần đầu tiên kể từ năm 2004. Mặc dù giữ vị trí đầu bảng trong phần lớn mùa giải bất chấp thiếu văng Hamilton và Kinsler do chấn thương, Rangers tụt dốc trong giai đoạn nước rút tháng 9 và mất ngôi đầu, và tấm vé playoff vào tay Los Angeles Angels. Rangers kết thúc mùa giải với thành tích 87–75, mùa giải thắng lợi đầu tiên kể từ năm 2004 và đủ để giành vị trí thứ hai ở AL West.  Josh Hamilton và Nelson Cruz được đề cử tham gia Trận All-Star năm 2009, cùng với Michael Young trong mùa thứ 6 liên tiếp được đề cử.

### Giai đoạn hưng thịnh dang dở

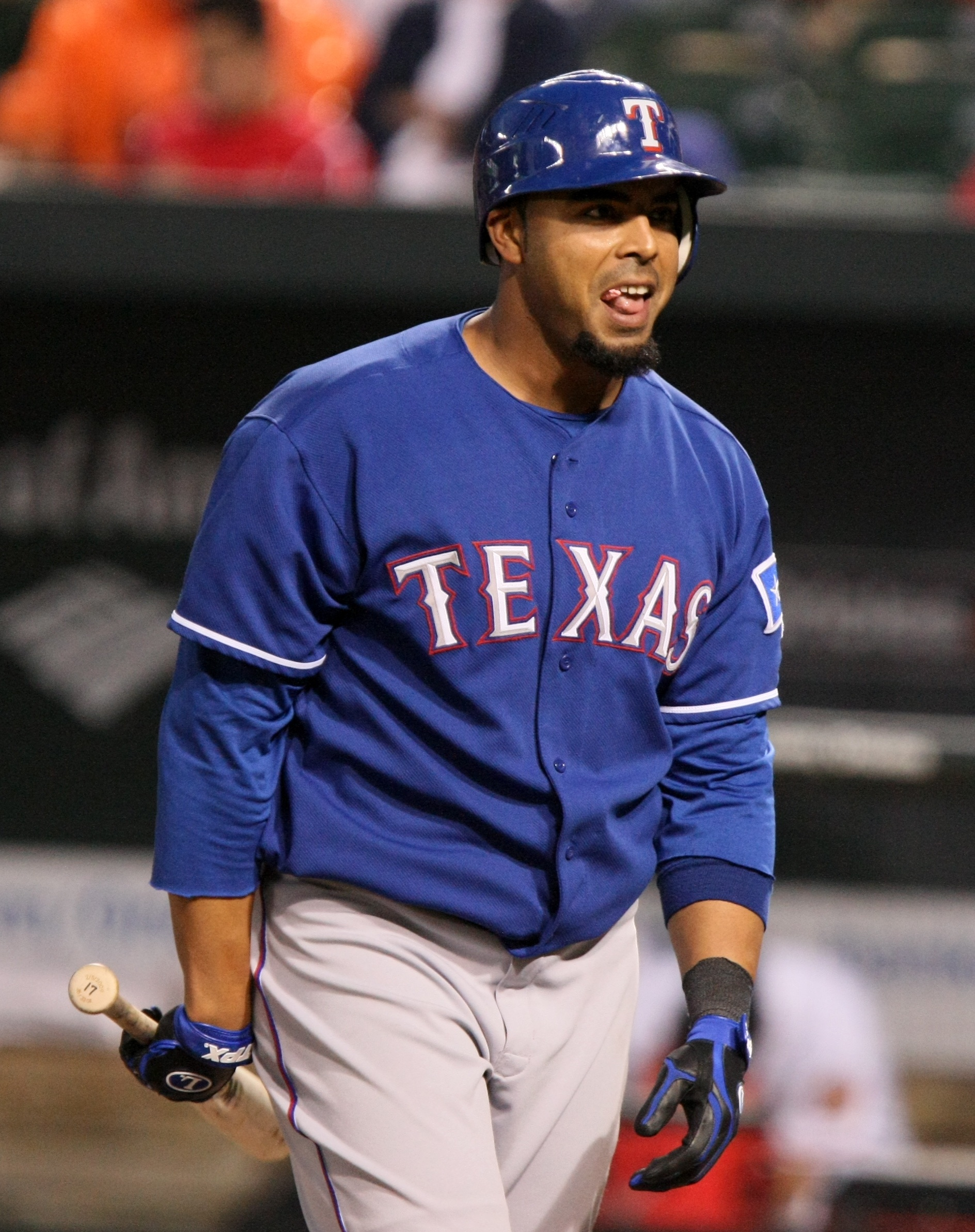
Nelson Cruz, cầu thủ sân ngoài của Rangers từ năm 2006 đến năm 2013

Với các tài năng xuất hiện cùng với thành công vào năm 2009, Rangers bước vào mùa giải 2010 với kỳ vọng cạnh tranh và đạt được các mục tiêu của ban lãnh đạo vào năm 2007. Trong thời gian nghỉ giữa mùa giải, Nolan Ryan đã nói về cơ hội của Rangers trong mùa giải sắp tới rằng, "Kỳ vọng của tôi ngày hôm nay là chúng tôi sẽ cực kỳ cạnh tranh và nếu chúng tôi không giành chiến thắng trong bảng đấu của mình, tôi sẽ cảm thấy thất vọng." 

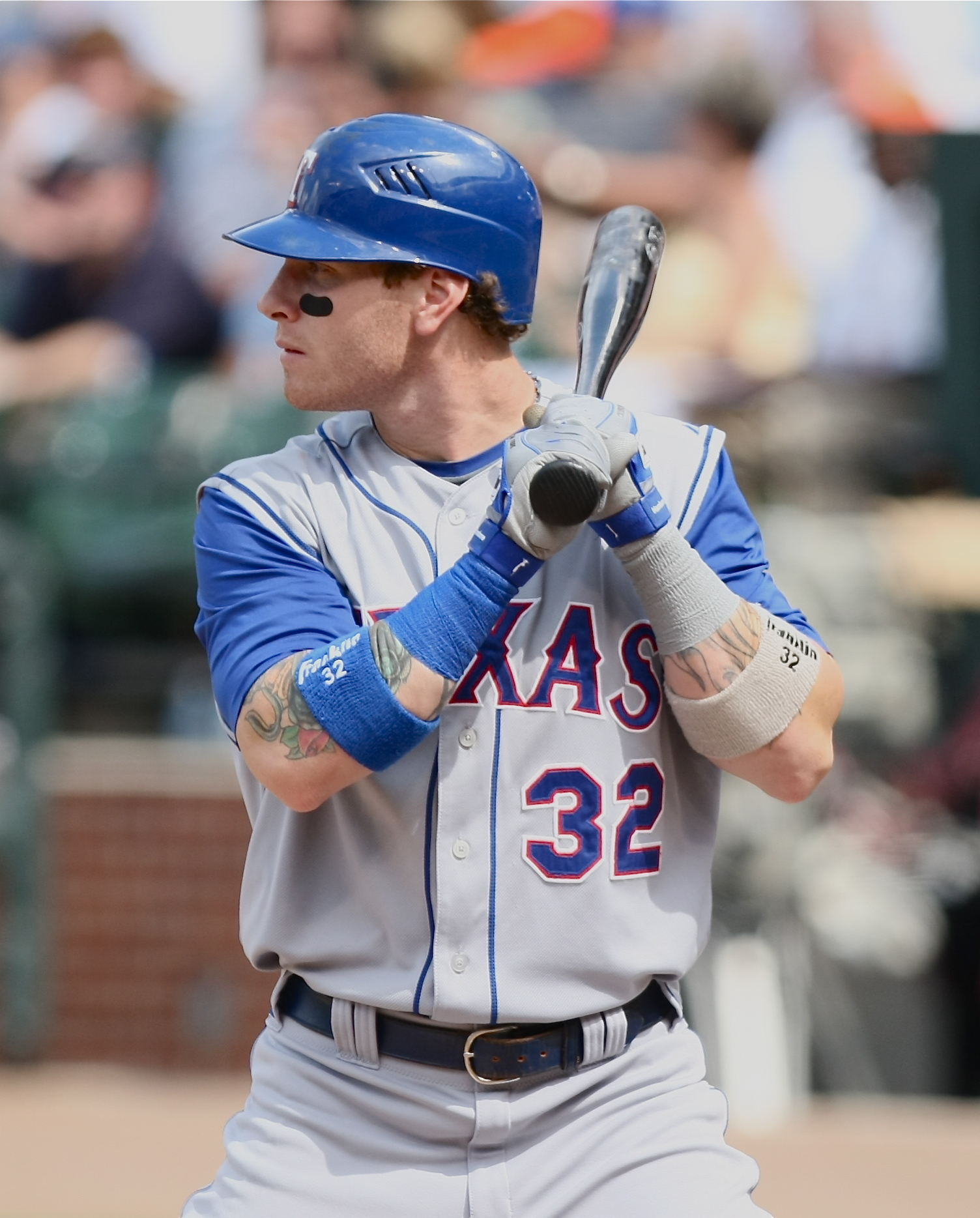
Josh Hamilton, cầu thủ sân ngoài của Rangers từ năm 2008 đến năm 2012

Sau khi khởi đầu không tốt với tỉ lệ thắng trận dưới 0,500 vào tháng 4 năm 2010, Rangers đã vươn lên dẫn đầu giải đấu với thành tích tốt nhất trong tháng 6, 21–6. Rangers đã bảo toàn từ bỏ vị trí đầu bảng sau chuỗi 11 trận thắng liên tiếp. Đội đã thực hiện một số động thái vào giữa mùa giải để chiêu mộ những cầu thủ như Cliff Lee, Bengie Molina, Jorge Cantú và Jeff Francoeur . Sau Trận đấu All-Star, có sự góp mặt của sáu Rangers, là màn ra mắt của chiến dịch cổ động xoay quanh cử chỉ tay "móng vuốt và sừng gạc", thu hút được nhiều sự chú ý, đặc biệt với việc ra mắt nhiều loại trang phục và quà lưu niệm. Móng vuốt xốp và mũ bảo hiểm có gắn gạc hươu trở thành phụ kiện cổ động phổ biến khi Rangers thi đấu vào giai đoạn nước rút. Rangers giành chức vô địch bảng miền Tây AL vào ngày 25 tháng 9, tiến vào vòng loại trực tiếp lần đầu tiên kể từ năm 1999 với thành tích 90–72.  Rangers bước vào vòng play-off chạm trán với Tampa Bay Rays ở vòng đầu tiên, và giành chiến thắng với tỉ số trận 3–2 và đánh dấu vòng đấu playoff chiến thắng đầu tiên trong lịch sử 50 năm của CLB Rangers/Washington Senators. Đối đầu với Rangers trong Serie tranh vô địch American League (ALCS) là nhà đương kim vô địch World Series New York Yankees, đội đã đánh bại Rangers trong ba lần khác nhau trong thập niên 1990. Sau sáu lượt trận ALCS, Texas đã giành chiến thắng, giành được chức vô địch American League đầu tiên trong lịch sử CLB trước đám đông khán giả nhà.  Josh Hamilton giành giải MVP ALCS, và Rangers đối đầu với San Francisco Giants tại kì World Series 2010, nhưng hàng công của họ đã gặp bế tắc trước dàn ném bóng trẻ của Giants và cuối cùng đã thua chung cuộc với tỷ số trận 4–1.

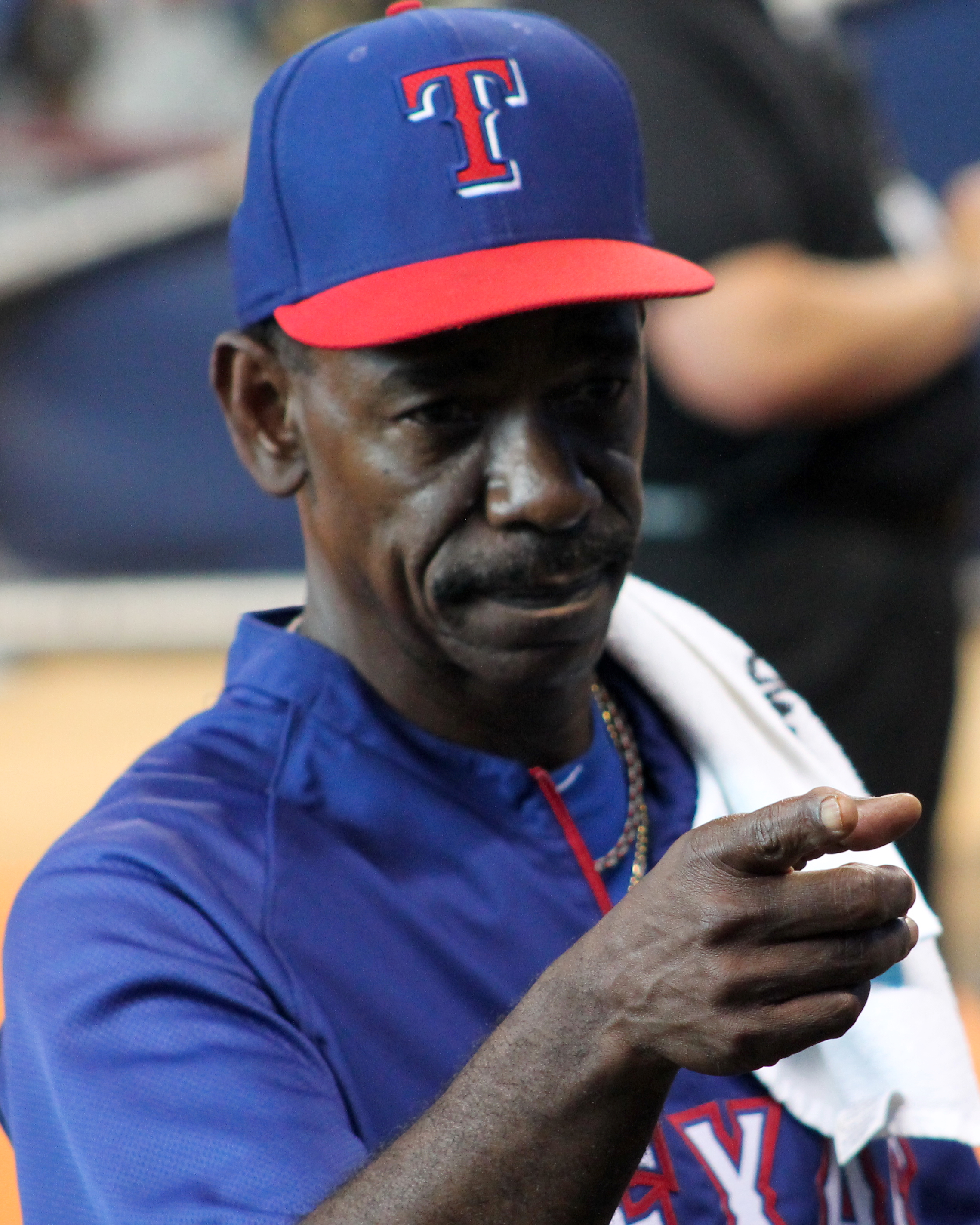
Ron Washington, HLV Rangers từ năm 2007 đến năm 2014, giành được hai chức vô địch AL năm 2010 và 2011)

Vào tháng 3 năm 2011, Chuck Greenberg tuyên bố từ chức Tổng giám đốc điều hành và Đối tác quản lý chính và bán cổ phần của mình tại Rangers sau những bất đồng quan điểm với các đối tác của mình.  Nolan Ryan sau đó được bổ nhiệm làm CEO bên cạnh vai trò tiếp tục là chủ tịch CLB.  Ryan sau đó đã được chấp thuận là chủ cổ phần kiểm soát của CLB trong một cuộc bỏ phiếu nhất trí của 30 chủ các CLB của Major League Baseball vào ngày 12 tháng 5. 
Rangers bảo vệ thành công danh hiệu vô địch bảng miền Tây American League (AL) vào mùa giải 2011 - chức vô địch bảng đấu thứ hai liên tiếp và lọt vào vòng play-off. Cũng trong mùa giải này, Rangers đã lập kỷ lục về thành tích thắng-thua tốt nhất (96–66, .592) và số lượng khán giả đến sân (2.946.949). Vào ngày 15 tháng 10, họ đã trở lại World Series sau khi đánh bại Detroit Tigers sau sáu lượt trận tại vòng ALCS.  Cũng tại ALCS, Nelson Cruz đã ghi tổng cộng 6 home run, nhiều nhất của một cầu thủ trong một vòng đấu playoff trong lịch sử MLB. Ở lượt trận 2, Cruz cũng trở thành cầu thủ đầu tiên trong lịch sử vòng play-off ấn định chiến thắng (walk-off) bằng một cú grand slam (home run 4 điểm tối đa) giúp Rangers đánh bại Tigers 7–3 sau 11 hiệp. Tuy nhiên, họ đã để thua St. Louis Cardinals trong bảy lượt trận, dù đã hai lần chỉ cách chức vô địch một lần loại ở lượt trận thứ 6.
Rangers một lần nữa thống trị American League và ngôi đầu bảng miền Tây trong phần lớn mùa giải 2012 để rồi sa sút vào tháng 9, và mất ngôi đầu sau trận thua thảm hại trước Oakland Athletics ở loạt trận cuối cùng. Tuy nhiên, Rangers đủ điều kiện tham dự trận play-off tranh vé vớt (Wild Card) đầu tiên của American League. Tuy nhiên ở trận đấu trên họ để thua 5–1 trước Orioles. Rangers kết thúc mùa giải 2013 ở vị trí thứ hai tại bảng miền Tây American League với thành tích 91–72, ngang bằng với Tampa Bay Rays, và hai đội phải đối đấu thêm một trận để định đoạt tấm vé trận Wild Card với đội Cleveland Indians. Rangers thua Rays với tỷ số 5–2 trong trận tie-break trên. Nolan Ryan đã từ chức CEO của Rangers có hiệu lực từ ngày 31 tháng 10 năm 2013.  Sau đó, Daniels giữ chức giám đốc điều hành của doanh nghiệp CLB, còn Davis và Simpson vẫn tiếp tục giữ vai trò chủ yếu là cố vấn cấp cao.

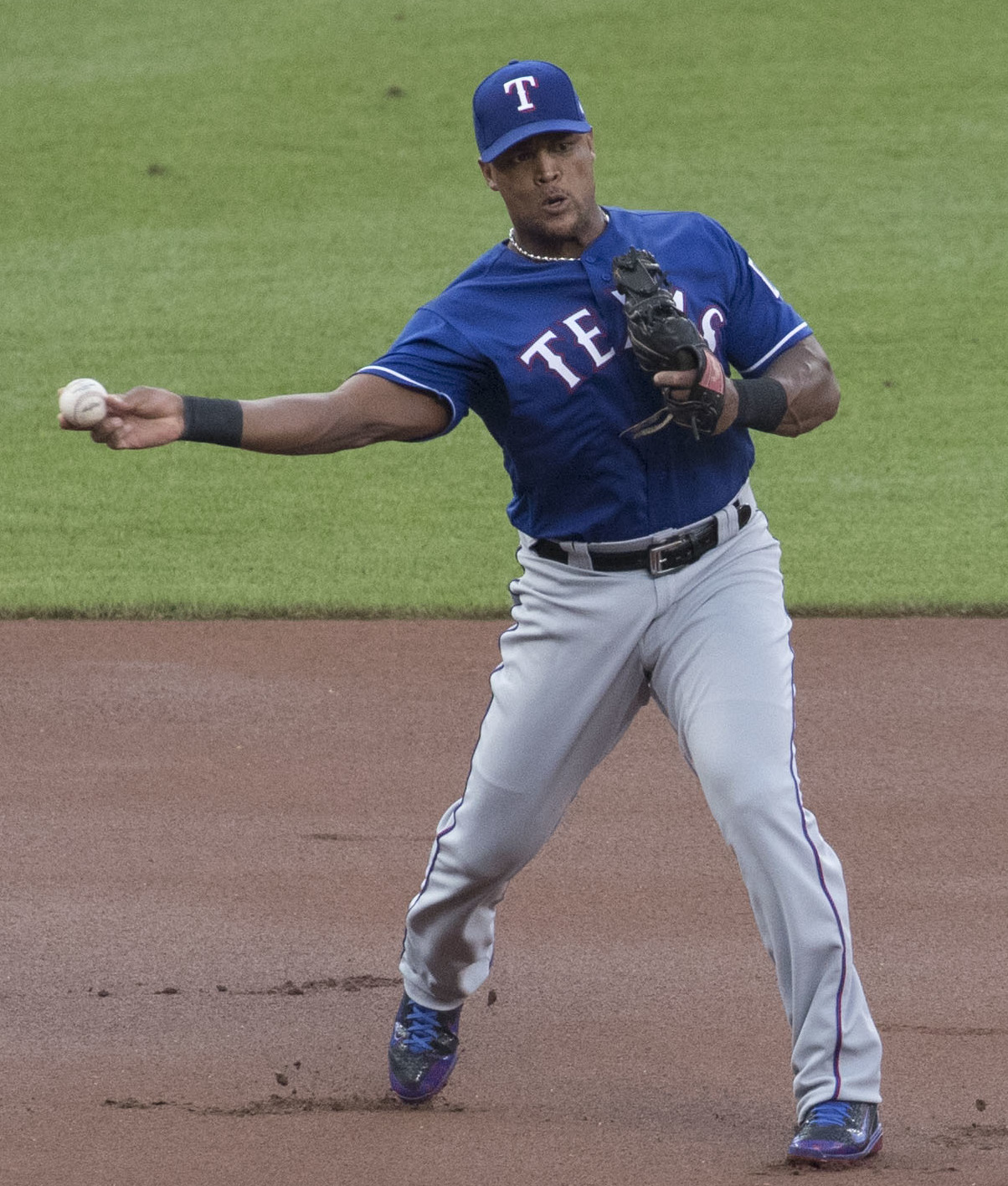
Adrián Beltré, cầu thủ chốt ba của Rangers từ năm 2011 đến năm 2018

Lượng lớn cầu thủ gặp chấn thương khiến Rangers không thể cạnh tranh vào mùa 2014.   Điểm sáng duy nhất của đội là Adrián Beltré, với hiệu suất tấn công ổn định nhất trong đội dù có thời điểm dính chấn thương.   Vào ngày 4 tháng 9 năm 2014, Rangers đã trở thành đội MLB đầu tiên không còn cơ hội vào vòng play-off năm 2014 khi thua 10–2 trên sân nhà trước Seattle Mariners khiến thành tích của họ tụt xuống còn 53–87.   Ngày hôm sau, HLV Ron Washington đã từ chức, với lý do cá nhân.  Với sự bổ sung tay ném Cole Hamels vào mùa giải 2015, Rangers đã vượt qua Houston Astros để giành chức vô địch bảng Tây AL vào ngày cuối cùng của mùa giải với thành tích 88–74, nhưng sau đó để thua Toronto Blue Jays sau năm lượt trận ở Division Series (ALDS) sau khi đánh mất lợi thế dẫn trước 2–0. Texas một lần nữa giành chức vô địch bảng Tây AL vào năm 2016, nhưng đã thua trắng Toronto với tỷ số trận 3–0 tại vòng ALDS.

### Sa sút và làm lại
Rangers kết thúc mùa giải 2017 với cách vị trí đầu bảng 23 trận thắng, cùng thành tích kém cỏi 78–84. Năm 2018, Rangers đã kí thỏa thuận hợp tác kinh doanh và chuyên môn bóng chày với LG Twins của KBO League.  Vào ngày 21 tháng 9 năm 2018, sau thành tích mùa giải 64–88, Rangers đã sa thải Jeff Banister, HLV dẫn dắt CLB từ năm 2015, huấn luyện viên dự bị Don Wakamatsu lên tạm quyền , và Rangers kết thúc mùa giải với tỷ số 67–95. Chris Woodward sau đó được bổ nhiệm làm huấn luyện viên Rangers bắt đầu từ mùa giải 2019.  Ông đã dẫn dắt CLB đạt thành tích 78–84 trong mùa giải cuối cùng của Rangers chơi tại Globe Life Park.  Vào ngày 29 tháng 9 năm 2019, Rangers đã chơi trận đấu cuối cùng của họ tại Globe Life Park, trong chiến thắng 6–1 trước New York Yankees. 
Sau khi mùa giải 2020 bị lùi thời điểm khởi tranh do đại dịch COVID-19, Rangers đã chơi trận đấu đầu tiên của mùa giải tại sân Globe Life Field mới vào ngày 24 tháng 7 năm 2020, trong chiến thắng 1–0 trước Colorado Rockies.  Họ kết thúc mùa giải rút ngắn ở vị trí bét bảng với thành tích 22–38. 
Sau khi giành 60 thắng – 102 bại vào năm 2021, mùa giải tệ nhất của họ kể từ năm 1973, Rangers đã ký hợp đồng với một số cầu thủ tự do, bao gồm chốt hai Toronto Blue Jays Marcus Semien và chặn ngắn của Los Angeles Dodgers Corey Seager, và họ đã đưa cựu cầu thủ ném bóng Martin Perez trở lại sau ba mùa giải vắng mặt. Tuy nhiên, thành tích của Rangers chỉ là 68 thắng –  94 bại vào mùa giải 2022, đứng thứ tư ở bảng Tây AL; họ cũng là đội tệ nhất lịch sự CLB và giải đấu với thành tích 15–35 trong các trận đấu kết thúc với cách biệt 1 điểm. Rangers đã sa thải Chris Woodward vào ngày 15 tháng 8 năm 2022, và Tony Beasley lên làm huấn luyện viên tạm quyền cho đến hết mùa giải. Hai ngày sau khi Woodward bị sa thải, Rangers đã sa thải Chủ tịch công tác bóng chày (và cựu tổng giám đốc CLB) Jon Daniels, sau sáu mùa giải thua liên tiếp.   Chris Young, người được bổ nhiệm tiếp quản làm tổng giám đốc từ Daniel từ đầu thập niên 2020, được bổ nhiệm làm Chủ tịch mới của CLB.  Vào ngày 21 tháng 10 năm 2022, Rangers đã thuê huấn luyện viên có ba lần vô địch World Series là Bruce Bochy.  Sau mùa giải, Rangers đã ký hợp đồng 5 năm, trị giá 185 triệu đô la với tay ném ngôi sao của New York Mets Jacob deGrom  và các tay ném chủ công Nathan Eovaldi và Andrew Heaney.

### Chức vô địch đầu tiên (2023-nay)

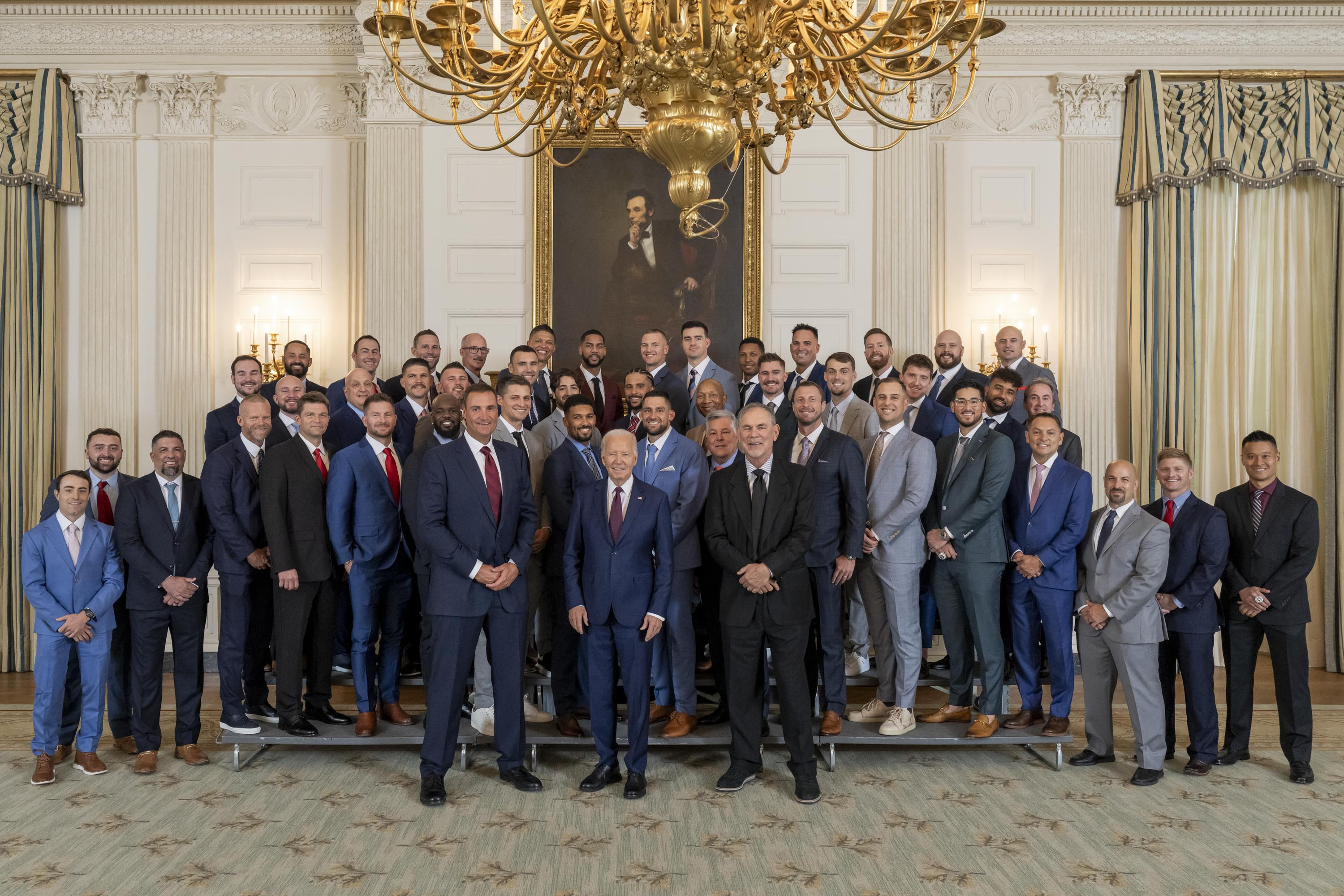
Nhà vô địch World Series 2023 Texas Rangers tại Nhà Trắng

Rangers kết thúc mùa giải 2023 với thành tích 90-72, để mất chức vô địch bảng miền Tây AL vào tay Houston Astros do thành tích đối đầu. Rangers có sáu cầu thủ (năm cầu thủ ra sân từ đầu) tại trận đấu All-Star, một kỷ lục CLB.  Cầu thủ chốt hai Marcus Semien là cầu thủ duy nhất có mặt trong đội hình xuất phát ở mọi trận đấu của Rangers trong năm 2023 và anh cũng trở thành cầu thủ thứ năm trong lịch sử MLB có ít nhất 100 RBI ở vị trí xếp đánh đầu và giành được giải thưởng Giải Tay đập Bạc.  Vào ngày 30 tháng 9, Rangers đã giành được suất tham dự vòng playoff lần đầu tiên kể từ năm 2016 với chiến thắng trước Seattle Mariners . 
Tại vòng 1 và vòng 2 playoff, Rangers lần lượt thắng trắng Tampa Bay Rays sau hai trận và Baltimore Orioles sau ba trận để tiến vào ALCS lần đầu tiên kể từ năm 2011, nơi họ đã đánh bại đối thủ cùng bảng, cùng bang và đồng thời là nhà đương kim vô địch World Series Astros trong bảy lượt trận để giành chức vô địch American League thứ ba trong lịch sử.
Vào ngày 1 tháng 11 năm 2023, Texas Rangers đã giành chức vô địch World Series đầu tiên trong lịch sử CLB, sau khi đánh bại Arizona Diamondbacks sau năm lượt trận.    
Tại kì playoff năm 2023, Rangers có thành tích 13 thắng – 4 bại , đặc biệt toàn thắng 11 trận trên sân khách, nhiều nhất tại vòng playoff trong lịch sử MLB.   Đường tới chức vô đich nổi bật với màn thể hiện của các cầu thủ dự trận All-Star như Nathan Eovaldi, Corey Seager và Adolis García, với Eovaldi cân bằng kỷ lục về số trận thắng của một cầu thủ ném bóng trong một kì playoff với 5 trận, trong khi Seager giành giải MVP World Series và Garcia giành giải MVP ALCS .   
Do nhiều trường hợp chấn thương trong suốt mùa giải 2024, Rangers kết thúc mùa giải với thành tích 78–84, không phát huy được thành tích 90–72 của năm 2023 và không lọt vào vòng playoff. Rangers trở thành đội đầu tiên kể từ Washington Nationals năm 2020, và là đội thứ 12 trong 25 năm qua giành chức vô địch World Series, rồi sau đó không thể vào vòng loại trực tiếp vào năm sau.  

## Sân nhà

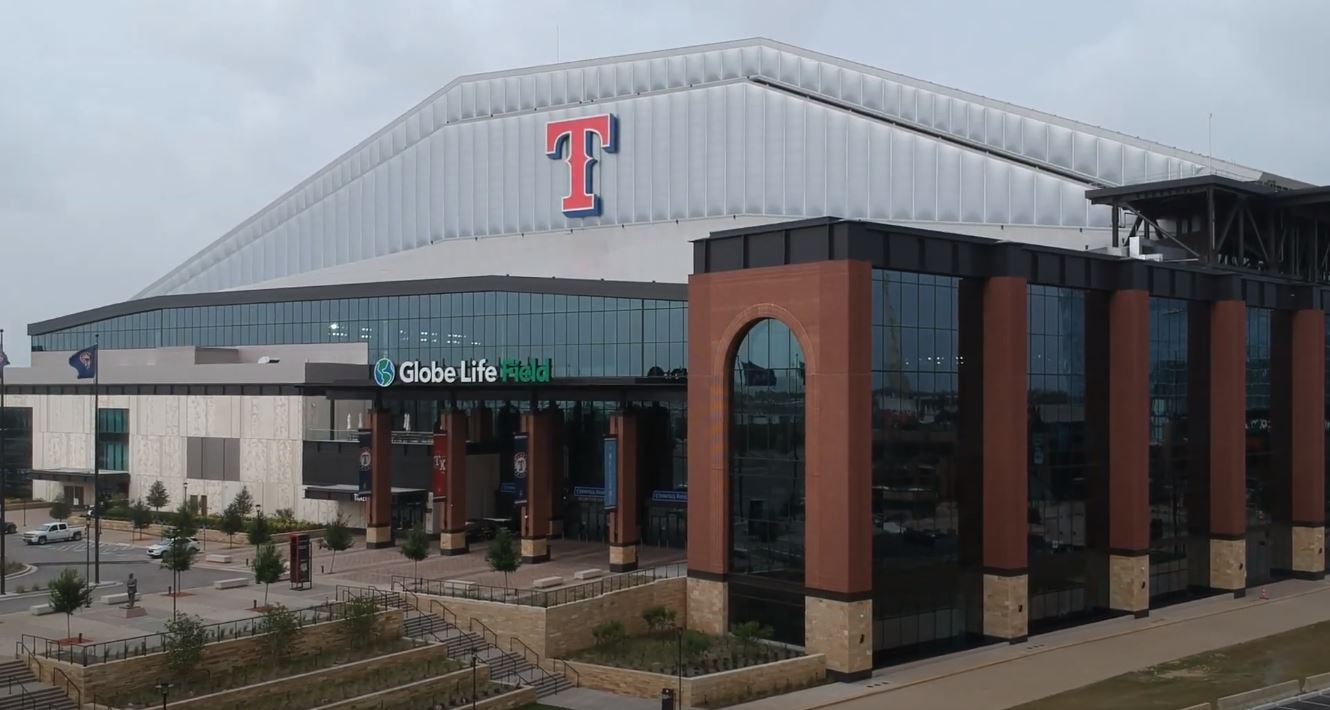
Sân Globe Life Field vào tháng 6 năm 2020

Globe Life Field, tại Arlington, Texas, trở thành sân nhà của Texas Rangers bắt đầu năm 2020.   Công ti bảo hiểm Globe Life, một công ty con của tập đoàn Torchmark Corporation có trụ sở tại McKinney, sở hữu quyền hiện diện trên tên sân này đến năm 2048.  Sân vận động mới nằm ở phía bên kia đường, ngay phía nam Sân vận động Choctaw, là sân nhà trước đó của Rangers. Sân vận động Choctaw trước đây có tên ban đầu là Sân bóng chày Arlington, khi sân này mở cửa vào năm 1994.  Sau khi CLB bán quyền hiện diện trên tên sân cho Công ti bảo hiểm Globe Life vào năm 2014, công ty đã đổi tên sân thành Globe Life Park-ở-Arlington. 

## Linh vật

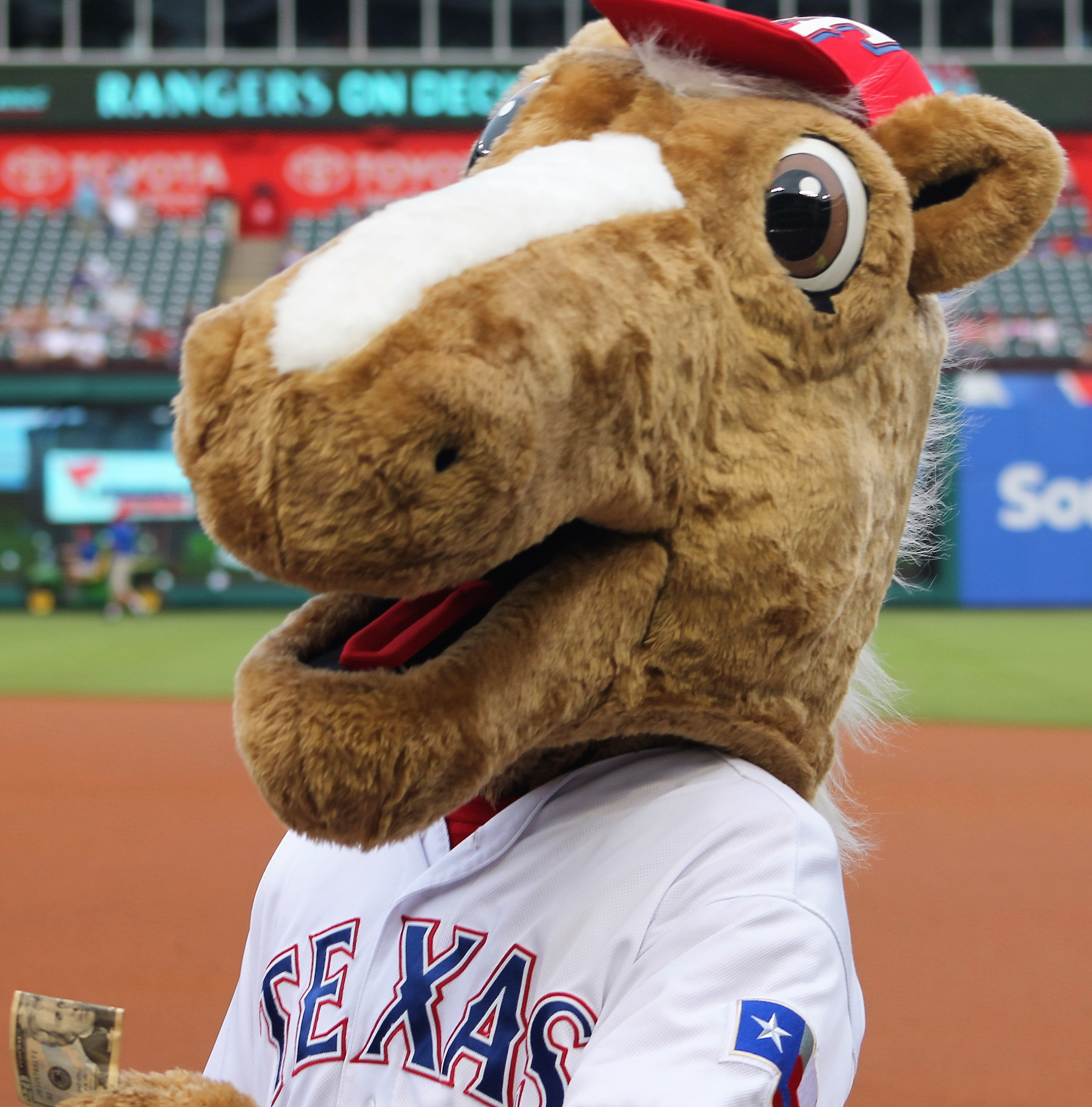
Rangers Captain (tháng 5 năm 2016)

Rangers Captain ("Đại úy Rangers") là linh vật của CLB Texas Rangers. Được giới thiệu vào năm 2002, linh vật có tạo hình chú ngựa có màu lông palomino, mặc đồng phục của đội. Chú mặc đồng phục số 72 để vinh danh năm 1972, năm mà CLB Rangers chuyển tới Arlington. Chú có nhiều bộ trang phục khác nhau để phù hợp với từng mẫu đồng phục mà đội đang mặc. Trang phục của Captain đôi khi phù hợp với chủ đề mà đội đang quảng bá; vào ngày 24 tháng 4 năm 2010, chú đã hóa trang thành Elvis Presley trong một đêm sự kiện theo chủ đề Elvis.

## Vinh danh

### Sảnh Danh vọng Texas Rangers
| Năm    | Năm được giới thiệu                                                      |
| In đậm | Thành viên Đại sảnh Danh vọng quốc gia                                   |
| dagger | Thành viên của Đại sảnh Danh vọng quốc gia với tư cách là nhân sự Ranger |
| In đậm | Người nhận giải thưởng Ford C. Frick                                     |

| Sảnh Danh vọng Texas Rangers |                   |                 |                       |                                |
| Năm                          | Số áo             | Tên             | Vị trí                | Thời kì                        |
| 2003                         | 49                | Charlie Hough   | P                     | 1980–1990                      |
| 2003                         | 26                | Johnny Oates    | Huấn luyện viên       | 1995–2001                      |
| 2003                         | 34                | Nolan Ryan      | P                     | 1989–1993                      |
| 2003                         | 10                | Jim Sundberg    | C                     | 1974–1983 1988–1989            |
| 2004                         | 25                | Buddy Bell      | 3B                    | 1979–1985, 1989                |
| 2004                         | 31                | Fergie Jenkins  | P                     | 1974–1975 1978–1981            |
| 2004                         | —                 | Tom Vandergriff | Bình luận viên        | 1975–1977                      |
| 2005                         | —                 | Mark Holtz      | Bình luận viên        | 1981–1997                      |
| 2005                         | 35                | John Wetteland  | P                     | 1997–2000                      |
| 2007                         | 29                | Rusty Greer     | LF                    | 1994–2002                      |
| 2009                         | 11, 17            | Toby Harrah     | 3B/SS Huấn luyện viên | 1969, 1971–1978 1985–1986 1992 |
| 2009                         | 3, 21, 24, 28, 38 | Rubén Sierra    | RF/DH                 | 1986–1992 2000–2001 2003       |
| 2010                         | 4, 6              | Tom Grieve      | OF                    | 1970, 1972–1977                |
| 2011                         | 37                | Kenny Rogers    | P                     | 1989–1995 2000–2002 2004–2005  |
| 2012                         | —                 | Eric Nadel      | Bình luận viên        | 1979–nay                       |
| 2013                         | 7                 | Iván Rodríguez  | C                     | 1991–2002, 2009                |
| 2014                         | —                 | Tom Schieffer   | Giám đốc CLB          | 1991–1999                      |
| 2015                         | 13, 19            | Juan González   | OF                    | 1989–1999 2002–2003            |
| 2015                         | 40                | Jeff Russell    | P                     | 1985–1992 1995–1996            |
| 2016                         | 2, 10             | Michael Young   | IF                    | 2000–2012                      |
| 2019                         | 32                | Josh Hamilton   | OF                    | 2008–2012, 2015                |
| 2019                         | —                 | Richard Greene  | Thị trưởng Arlington  | 1987–1997                      |
| 2021                         | 29                | Adrián Beltré   | 3B                    | 2011–2018                      |
| 2021                         | —                 | Chuck Morgan    | Phát thanh viên       | 1983–2001 2003–nay             |
| 2022                         | 5                 | Ian Kinsler     | 2B                    | 2006–2013                      |
| 2022                         | —                 | John Blake      | Giám đốc              | 1984–2004 2008–nay             |
| 2025                         | 1                 | Elvis Andrus    | SS                    | 2009–2020                      |

#### Số áo được lưu niệm
| 7                                    |
| Iván Rodríguez C Treo ngày 12/8/2017 |

| 10                                   |
| Michael Young IF Treo ngày 31/8/2019 |

| 26                                  |
| Johnny Oates HLV Treo ngày 6/8/2005 |

| 29                                  |
| Adrián Beltré 3B Treo ngày 8/6/2019 |

| 34                               |
| Nolan Ryan P Treo ngày 15/9/1996 |

| 42                                                |
| Jackie Robinson trên toàn MLB Vinh danh 15/4/1997 |